# 中田站 (德島縣)
中田站（日语：／ Chūden eki */?）是一位於日本德島縣小松島市中鄉町長手，隸屬於四國旅客鐵道（JR四國）的鐵路車站。車站編號為M05。現時只停靠普通列車，2010年因應精簡人手而降為無人站，由車站附近的商店代為售票。
本站曾經是國鐵小松島線的接駁站，但小松島線已於1985年廢線。改札口外的一塊舊車站牌上仍然可見到下行的下一站指示有兩行。另外，1934年至41年期間，本站與地藏橋站之間曾經設有「丈八站」。

## 車站結構
現存有單層木製站房一座，和附近車站的站舍結構相近。設有候車室、站務室及洗手間。無人化後，站務室現時為封閉中。洗手間出入口設於改扎口外面。

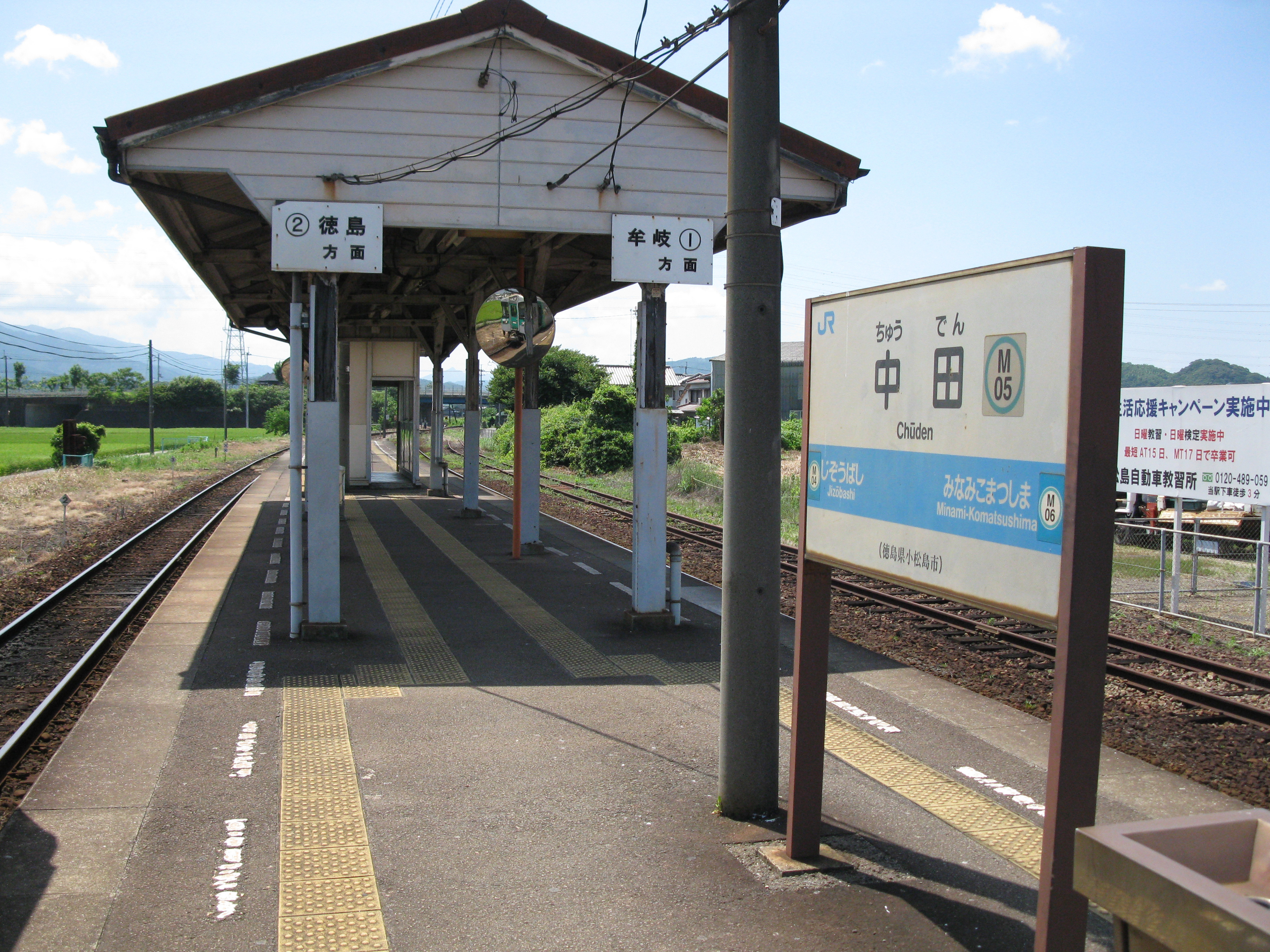
現存的島式月台。

現時設有島式月台1座，提供1面2線的配置。站舍外曾設有側式月台1個，是小松島線的停車月台，廢線後月台已經拆卸。月台有效長度雖然標示為4輛，但向德島方向在停車標誌後仍有1輛長度的長度。月台與站舍以平交道連接，設於向南小松島站方向的末端，有蓋候車亭也設在這一邊。1號月台為主軌道，旁邊設有側軌1條，是過往供小松島線使用的，現時並不使用。2號月台路軌為側線軌道，但當上行的特急列車通過時，間中亦會使用側線通過。

### 月台配置
| 月台 | 路線    | 方向 | 目的地                         |
| ---- | ------- | ---- | ------------------------------ |
| 1    | ■牟岐線 | 下行 | 阿南、牟岐、阿波海南方向       |
| 2    | ■牟岐線 | 上行 | 德島、板野、穴吹、阿波川島方向 |

## 歷史
- 1916年12月15日：開業，為當時阿南鐵道（牟岐線前身）及阿波國共同汽船共同使用。
- 1917年9月1日：小松島線隨阿波國共同汽船國有化。
- 1936年7月1日：阿南鐵道國有化，車站轉全由日本國有鐵道營運。
- 1961年4月1日：牟岐線貨物支線（古庄支線）停止服務。
- 1985年3月14日：小松島線廢線。
- 1987年4月1日：日本國鐵分割民營化，車站的營運由JR四國繼承。
- 2010年10月1日：無人化，業務委託化。

## 歷年乘客人數
- 630人（1995年度）
- 599人（1996年度）
- 573人（1997年度）
- 549人（1998年度）
- 531人（1999年度）
- 502人（2000年度）
- 517人（2001年度）
- 517人（2002年度）
- 491人（2003年度）
- 483人（2004年度）
- 487人（2005年度）
- 483人（2006年度）
- 473人（2007年度）
- 470人（2008年度）
- 432人（2009年度）
- 434人（2010年度）

## 相鄰車站
四國旅客鐵道（JR四國）
■牟岐線
地藏橋（M04）－中田（M05）－南小松島（M06）

### 廢止路段
日本國有鐵道
小松島線（廢止）
中田－小松島

## 外部連結
- JR四國中田站 （页面存档备份，存于）